# Luke Rooney
Pour les articles homonymes, voir Rooney.
Pas d'image ? Cliquez ici

a Compétitions nationales et continentales officielles uniquement.

b Matchs officiels uniquement.
Dernière mise à jour le 28 avril 2020.
Luke Rooney est un joueur de rugby à XV et à XIII australien, né le 16 juin 1983 à Penrith (Australie), qui évolue au poste d'arrière ou ailier au sein de l'effectif du Rugby club toulonnais (1,91 m pour 100 kg).

## Carrière en rugby à XIII
- 2001-2008 : Penrith Panthers (NRL)  Australie
- 2014-2015 : Carcassonne XIII (Élite)  France

## Carrière en rugby à XV
- 2008-2010 : RC Toulon (Top 14)  France
- 2010 : Hawke's Bay RU  (NPC)  Australie
- 2011 : Melbourne Rebels (Super 15)  Australie
- 2011-2013 : RC Toulon (Top 14)  France
- 2013-2014 : US Carcassonne (Pro D2)  France

Début 2010, il quitte toulon pour rejoindre les Rebels de Melbourne en Super 15 mais en manque de temps de jeu et non retenu pour la Coupe du Monde en Nouvelle-Zélande, il revient porter le maillot au Muguet.
Il quittera le club à partir de 2013, pour l'US Carcassonne dans le championnat de Pro D2.

## Palmarès en rugby à XIII

### En club
Penrith Panthers
- Champion d'Australie de rugby à XIII : 2003

RC Toulon
- Finaliste du Top 14 : 2012 (Face au Stade toulousain)
- Finaliste du challenge européen : 2010 (Face aux Cardiff Blues), 2012 (Face aux Biarritz olympique)

### En équipe nationale
- 6 sélections en équipe d'Australie de rugby à XIII en 2004 et 2005 (24 points marqués)